# Porter H. Dale
Porter H. Dale (Island Pond, 1867. március 1. – Westmore, 1933. október 6.) az Amerikai Egyesült Államok szenátora (Vermont, 1923–1933).